# Intel Goldmont
Goldmont — мікроархітектура Intel, на якій базуються системи на кристалі з низьким енергоспоживанням, що продаються під торговими марками Intel Atom, Celeron і Pentium. Платформу Apollo Lake з 14-нанометровим ядром Goldmont було представлено у квітні 2016 року на Intel Developer Forum у Шеньжені, КНР.
Архітектура Goldmont запозичує багато аспектів з мікроархітектури Skylake; у порівнянні з попередньою платформою Braswell ріст швидкодії складає до 30%. Intel позиціонує процесори на основі Goldmont як такі, що можуть бути використані для побудови нетбуків, ПК малого форм-фактору, IP-камер, автомобільних інформаційно-розважальних систем.

## Помилки
У чипах на основі Goldmont (так само, як і у попередніх, заснованих на Silvermont) було знайдено помилки проектування схеми ЦП. Через дані помилки процесор може повністю вийти з ладу, якщо він активно використовується протягом кількох років. Еррата від Intel під кодовим номером APL46 зазначає: «Система може перестати завантажуватись або взагалі відмовиться працювати (англ. may cease operation)». Цей документ був виданий Intel у червні 2017 року; він додатково пояснює, що такі компоненти як LPC, RTC, інтерфейс картки SD і сигналів GPIO можуть вийти з ладу.
Компанією Congatec було розроблено спеціальні вказівки і програми, що можуть зменшити даний ефект «зношування» системи.
Оновлення firmware для контролера шини LPC (пов'язане з сигналом LPC_CLKRUN#) зменшує завантаження інтерфейсу LPC, що у свою чергу зменшує (але не усуває повністю) деградацію шини. Втім, деякі системи з даним оновленням несумісні.
Також рекомендується не використовувати SD-картку як пристрій початкового завантаження, і взагалі видалити картку з системи, коли у ній немає потреби. Інша рекомендація — використовувати лише карти UHS-I[що це?], і лише з напругою живлення 1,8 В.
Congatec також зазначає, що дані помилки зачіпають інтерфейси USB і eMMC, хоча про це нічого не згадується у офіційній документації від Intel. Congatec рекомендує, щоб USB використовувався максимум 12% від часу роботи системи, і щоб через нього за весь час експлуатації пристрою прокачувалося максимум 60 терабайт даних. Щодо eMMC, то цей інтерфейс повинен бути активним не більше ніж 33% від загального часу експлуатації комп'ютера, а коли не використовується, то має бути переведений у стан D3 (низьке енергоспоживання) операційною системою.
Новіші процесори, такі як Atom C3000 Denverton, за попередньою інформацією не містять вказаних помилок.